# Edward Grey
Sir Edward Grey (1862. április 25. – 1933. szeptember 7.) Fallodon 1. vikomtja, angol liberális politikus, külügyminiszter.

## Élete

### Ifjúkora
Edward Grey 1862-ben született Londonban. Édesapja George Henry Grey alezredes volt a brit hadseregnél. Édesanyja Harriet Jane Pearson volt. Felsőfokú tanulmányait az oxfordi Winchester és Balliol Collegeban végezte, s egyetemi évei alatt fejlődtek ki erős liberális érzelmei. 

### Politikai pályafutása
Egyes források szerint Grey már William Gladstone 1892-ben alakított kormányában is a külügyminiszteri posztot töltötte be, ám ezt a többi forrás nem támasztja alá. Annyi azonban biztos, hogy a Liberális Párt 1895-ös választási veresége után tíz évig az ellenzékben politizált, majd Sir Henry Campbell-Bannermann kormányában ismét külügyminiszter lehetett. 1905. december 10-én kezdte meg működését. Grey már 1906-ban felhívta parlament figyelmét a magas német fegyverkezési kiadásokra, s aggodalmát fejezte ki ez ügyben. II. Vilmos német császár 1908-ban interjút adott a Daily Telegraph-nak, amelyben kifejtette, hogy a Német Birodalom gyorsan növekszik, és fejlődik. Erre Grey válasza az volt, hogy feltehetően azért, mert a németek háborúra készülnek, s ez néhány éven belül bekövetkezik. 1914-ben Grey megerősítette az angol-francia kapcsolatokat, s ekkor már biztos volt a háború kitörésében. A háború kitörése után Grey úgy gondolta az Egyesült Királyságnak „kötelessége” végigharcolnia a háborút Németországgal szemben. Őt azonban 1916-ban David Lloyd George eltávolította pozíciójából, és kinevezte a Lordok Házának vezetőjévé, emellett pedig megkapta a Fallodon vikomtja címet is. 11 leszolgált évével azonban a brit történelem leghosszabb ideig pozícióban lévő külügyminisztere volt.
1919-ben az Egyesült Királyság Amerikai Egyesült Államokhoz kinevezett nagykövete lett, mely pozíciót 1920-ig gyakorolta. Lemondása után visszavonult a politikától.

### További élete
Visszavonulása után több önéletrajzi és politikai témájú művet írt.
1933-ban hunyt el.

### Megjelent művei
- Twenty Five Years (1925)
- The Charm of Birds (1927)